# Меркез
„Меркез“ (на турски: Merkez) е квартал в район „Бейкоз“ в Истанбул, Турция. Намира се в анадолската част на града и граничи с кварталите „Ялъкьой“ и „Ортачешме“ на север, „Акбаба“ на североизток, „Елмалъ“ на изток, „Инджиркьой“ на югоизток, „Гюмюшсую“ на юг и Босфора на запад.

## Забележителности
На площад на брега на Босфора се намира фонтанът Исхак Ага, дело на архитекта Мимар Синан. До него е изградена историческата джамия „Сербостани Мустафа Ага“. Горната част на квартала е известна като „арменския квартал“ и в него се намира арменската църква „Сурп Нигогайос“.